# 釧網本線
釧網本線（せんもうほんせん）は、北海道釧路市の東釧路駅と網走市の網走駅を結ぶ北海道旅客鉄道（JR北海道）の鉄道路線（地方交通線）である。1989年（平成元年）4月30日に標津線が廃止されてからは、現存する地方交通線の中で日本最東端にあたる。
国土交通省鉄道局監修『鉄道要覧』やJR線路名称公告では東釧路駅が起点とされているが、列車運行上は網走から釧路に向かう列車が下りとなっている。

## 概要
太平洋沿岸の釧路とオホーツク海沿岸の網走を結ぶ目的で建設された路線で、網走監獄などに流された囚人らの手で建設された。当初は網走と厚岸とを結ぶ計画であったが、釧路の発展が著しかったことから網走と釧路を結ぶ路線へと変更された。網走側は、網走本線（あばしりほんせん）の延長として1924年（大正13年）から1929年（昭和4年）にかけて札鶴（のちの札弦）まで開業し、釧路側は、釧網線として1927年（昭和2年）から1930年（昭和5年）にかけて川湯（のちの川湯温泉）まで開業した。このうち、標茶 - 弟子屈（のちの摩周）間は、1896年（明治29年）8月1日に営業休止（事実上の廃止）となった釧路鉄道の旧路盤を利用している。1931年（昭和6年）9月20日に川湯 - 札鶴間が開業し、全通。釧網線に網走本線の網走以東を編入し、現在の姿となった。
1987年（昭和62年）4月1日の国鉄分割民営化後は、オホーツク海の流氷や小清水原生花園、それぞれ知床国立公園、阿寒摩周国立公園、釧路湿原国立公園に指定されている世界自然遺産知床半島、阿寒湖、摩周湖、釧路湿原など、沿線の豊富な観光資源を背景に観光路線として振興が図られており、新駅設置や駅名の改称が行われた。

### 存廃問題
2016年（平成28年）11月18日、JR北海道は厳しい経営状況を理由に「自社単独で維持することが困難な路線」として、10路線13区間を発表した。釧網本線は「自社単独では老朽土木構造物の更新を含め『安全な鉄道サービス』を持続的に維持するための費用を確保できない線区」とされた。
維持する場合、運営赤字のほか、今後20年間の土木構造物の大規模修繕・更新に33億円（概算）、車両（8両、観光用車両含まず）の更新に16億円（概算）がかかるとされている。
この指定を受けた線区については各種施策による経費節減や値上げなどの負担、利用促進、上下分離方式などをポイントに、地域と協議の上で輸送サービスを鉄道として維持するか検討を進めていくとしている。
なお、北海道による総合交通政策検討会議が2018年（平成30年）2月10日に発表した「北海道の将来を見据えた鉄道網（維持困難線区）のあり方について」では、「交通政策を推進する上での基本的な考え方」として、本区間は「観光客の利用だけで鉄道を維持していくことは難しいことから、関係機関が一体となって、観光路線としての特性をさらに発揮するよう取組を行うとともに、地域における負担等も含めた検討・協議を進めながら、路線の維持に最大限努めていくことが必要と考える」としている。

## 歴史

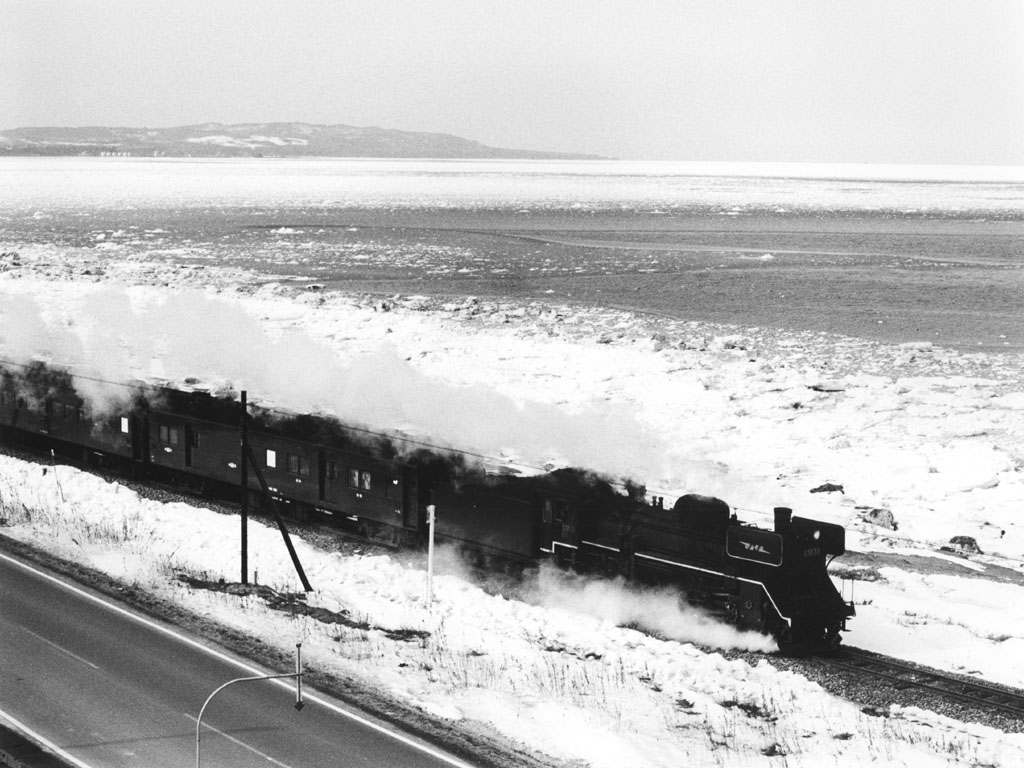
流氷と蒸気機関車（1973年、北浜駅 - 藻琴駅）

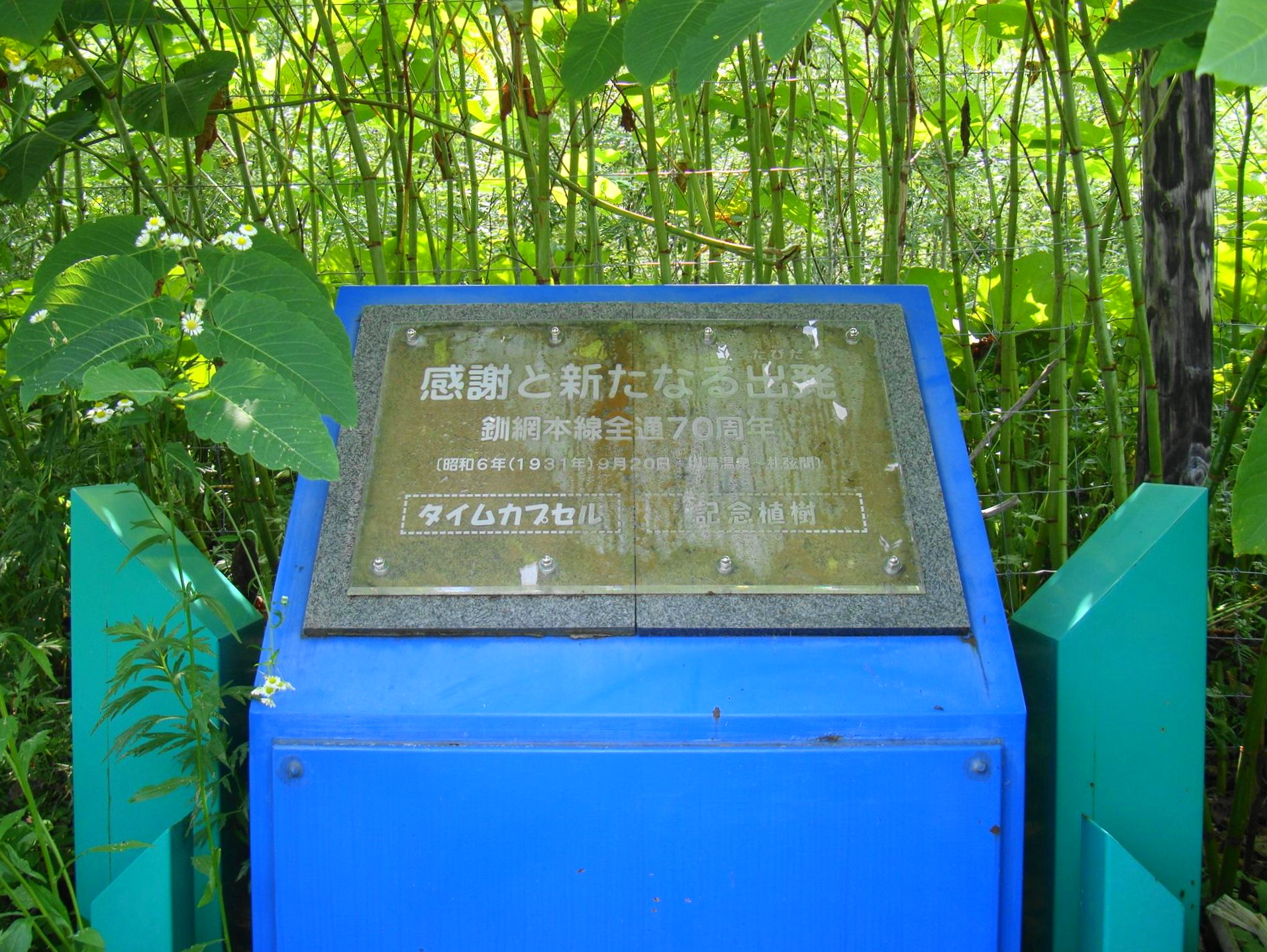
釧網本線全通70周年記念碑

### 網走本線
- 1924年（大正13年）11月15日：網走本線網走駅（初代） - 北浜駅間（7.2 M≒11.6 km）が開業[7]。鱒浦駅[8][9]、藻琴駅[8][9]、北浜駅[8][9]が開業。
- 1925年（大正14年）11月10日：北浜駅 - 斜里駅間（16.0 M≒25.7 km）が延伸開業[7]。古樋駅[8][9]、止別駅[8][9]、斜里駅[8][9]が開業。
- 1929年（昭和4年）11月14日：斜里駅 - 札鶴駅間（12.2 M≒19.6 km）が延伸開業[7]。 猿間川駅[8][9]、上斜里駅[8][9]、札鶴駅[8][9]が開業。

### 釧網線

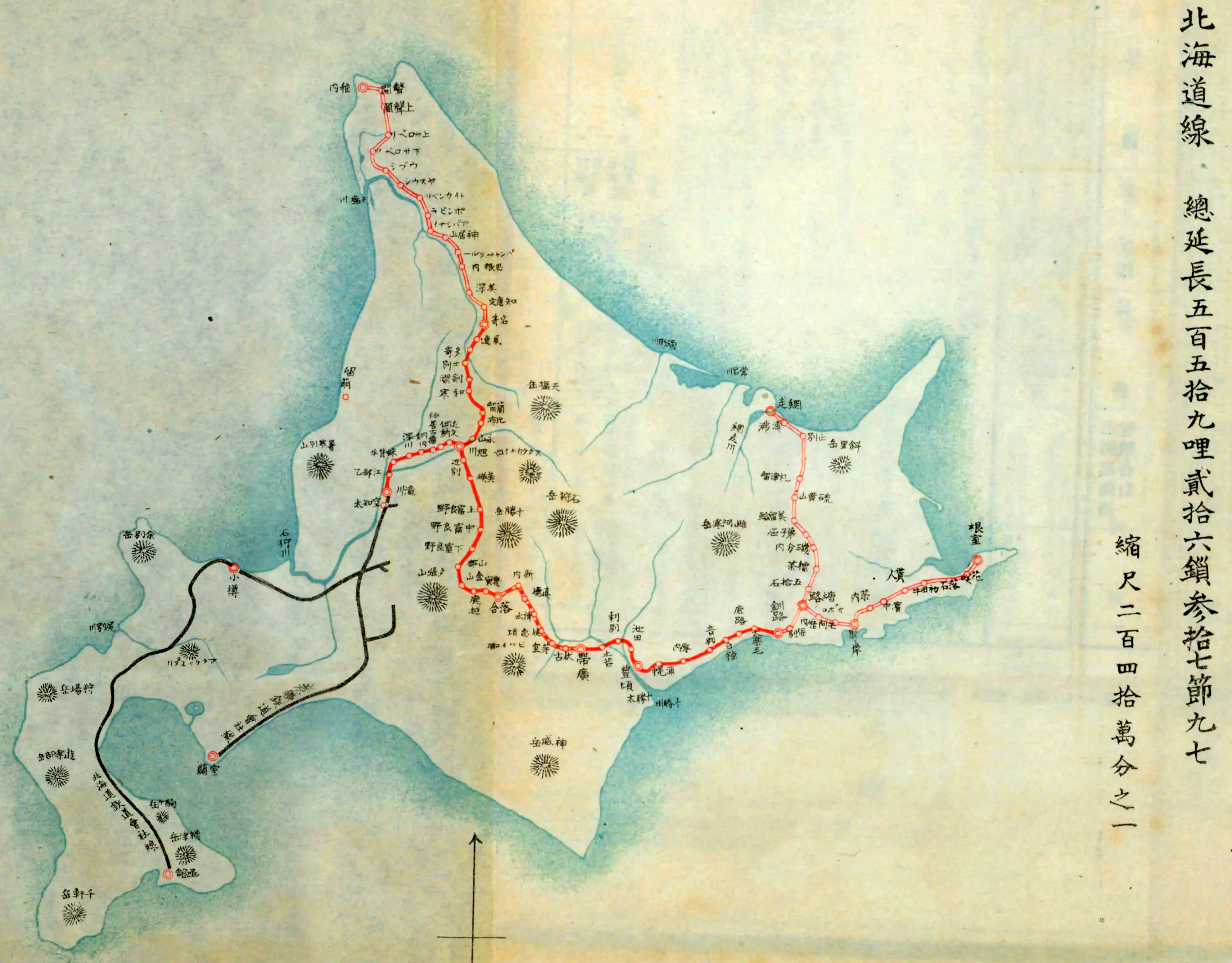
官営鉄道北海道線 1905年の地図。釧網本線にあたる区間は当時未開通。

- 1927年（昭和2年）9月15日：釧網線 釧路駅 - 標茶駅間[10][7]（29.9 M≒48.1 km） （根室本線との分岐は別保信号場[10]）が開業。別保信号場[9]、遠矢駅[8][9]、細岡駅[8][9]、塘路駅[8][9]、茅沼駅[8][9]、五十石駅[8][9]、標茶駅[8][9]が開業。
- 1928年（昭和3年）11月11日：別保信号場が駅に変更され東釧路駅開業[10][8]。起点を釧路駅から東釧路駅に変更[10]（-1.8 M≒-2.9 km）[9]。
- 1929年（昭和4年）8月15日：標茶駅 - 弟子屈駅間（15.7 M≒25.3 km）が延伸開業[10][7]。 磯分内駅[8][9]、南弟子屈駅[8][9]、弟子屈駅[8][9]が開業。
- 1930年（昭和5年）8月20日：弟子屈駅 - 川湯駅間 (15.9 km) が延伸開業[7]。美留和駅[8][9]、川湯駅[8][9]が開業。

### 全通以後
- 1931年（昭和6年）9月20日：札鶴駅 - 川湯駅間 (22.8 km) が延伸開業し、全通[7]。網走本線のうち札鶴駅 - 網走駅間を釧網線に編入し、東釧路駅 - 網走駅間 (166.3 km) を釧網線とする[7]。上札鶴駅[8][9]が開業。
- 1932年（昭和7年）12月1日：線路付替により、網走駅移転。鱒浦駅 - 網走駅（初代）間廃止 (-6.3 km)。鱒浦駅 - 網走駅（2代）駅間 (6.2 km) 開業。網走駅（初代）を浜網走駅に改称[11][9]。
- 1936年（昭和11年）10月29日：釧網本線に路線名を改称[10][7]。
- 1950年（昭和25年）9月10日：猿間川駅を中斜里に改称[11]。
- 1952年（昭和27年）11月15日：古樋駅を浜小清水駅に改称[11]。
- 1956年（昭和31年）4月10日：上札鶴駅を緑駅に[7][11]、札鶴駅を札弦駅に[7][11]、上斜里駅を清里町駅に[7][11]それぞれ改称。
- 1958年（昭和33年）6月1日：釧路駅 - 摩周駅間に準急「摩周」が新設[7]。
- 1962年（昭和37年）10月1日：南斜里が開業[7][8][9]。
- 1964年（昭和39年）6月1日：原生花園仮乗降場が開業[12]。
- 1967年（昭和42年）4月1日：桂台仮乗降場が開業[12]。
- 1974年（昭和49年）7月21日：釧路駅 - 弟子屈駅間で「SLさよなら列車」を運転（牽引機はC58 418）[7]。
- 1978年（昭和53年）10月2日：原生花園仮乗降場が廃止[12]。
- 1984年（昭和59年）2月1日：客貨混合列車が廃止され、客貨分離が完了[7]。
  - 11月8日：桂台仮乗降場 - 網走駅間が高架化。
- 1986年（昭和61年）11月1日：急行「しれとこ」が廃止、優等列車及び石北本線との直通列車がなくなる。

### 民営化以後
- 1987年（昭和62年）
  - 4月1日：国鉄分割民営化により、北海道旅客鉄道（第1種）、日本貨物鉄道（第2種）に継承。桂台仮乗降場が駅となる。[7][8][12]
  - 7月1日：（臨）原生花園駅が開業[7][8][12]。石北本線との直通列車が復活[13]。
  - 8月8日：（臨）谷地坊主村駅が開業（8月10日廃止）[14]。
- 1988年（昭和63年）
  - 3月13日：川湯駅を川湯温泉駅に改称[7][11]。
  - 7月23日：（臨）釧路湿原駅が開業[7][8][12]。
- 1989年（平成元年）6月24日：「くしろ湿原ノロッコ号」運転開始。
- 1990年（平成2年）
  - 2月10日：「オホーツク流氷ノロッコ号」（後の「流氷ノロッコ号」）運行開始[15]。
  - 11月20日 弟子屈駅が摩周駅に改称[7][11][12]。
- 1991年（平成3年）
  - 3月16日：一部列車でワンマン運転を開始[16]。
  - 11月1日：全列車でワンマン運転開始[16]。
- 1993年（平成5年）	
  - 1月15日：20時6分ごろに発生した釧路沖地震により東釧路駅 - 標茶駅間が運休となる[新聞 1]。
  - 2月1日：東釧路駅 - 標茶駅間が運転を再開[新聞 2]。
- 1994年（平成6年）
  - 10月4日：22時22分ごろに発生した北海道東方沖地震により斜里駅 - 釧路駅間が運休となる[新聞 3]。
  - 10月10日：摩周駅 - 斜里駅間で運転を再開[新聞 4]。
  - 10月12日：標茶駅 - 摩周駅間と釧路駅 - 塘路駅間で運転を再開[新聞 5]。
  - 10月25日：塘路駅 - 標茶駅間で運転を再開し、全線が復旧[新聞 6]。
- 1996年（平成8年）12月1日：釧路湿原を臨時駅から常設駅に変更[12]。
- 1998年（平成10年）4月11日：斜里駅を知床斜里駅に改称[7][11][12]。
- 2001年（平成13年）9月16日：釧網本線全通70周年記念式典挙行。
- 2002年（平成14年）4月1日：全線の日本貨物鉄道の第二種鉄道事業が廃止 (-166.2 km) [12][17]。
- 2007年（平成19年）10月1日：全線で駅ナンバリングを実施[報道 8]。
- 2016年（平成28年）
  - 2月28日：「流氷ノロッコ号」運行終了[報道 9]。
  - 8月21日：台風9号による降雨災害の影響で、鱒浦駅 - 桂台駅間（東釧路起点161.92 km 地点・同162.2 km地点付近）に土砂が流入[報道 10][新聞 7]。塘路駅 - 茅沼駅間（東釧路起点27.950 km 地点付近）にて線路冠水[報道 11]。このため、東釧路駅 - 知床斜里駅間が運休となる。
  - 9月9日：東釧路駅 - 摩周駅間が一時的に運転再開[新聞 8]。その後、再び冠水したため再度運休。
  - 9月14日：東釧路駅 - 摩周駅間が午後から運転再開[報道 12][新聞 9]。
  - 9月16日：摩周駅 - 知床斜里駅間が午後から運転再開[報道 12][新聞 9][新聞 10]。
- 2017年（平成29年）3月4日：五十石駅が廃止[18][19][報道 13]。
- 2018年（平成30年）
  - 3月9日：気温上昇のため、細岡駅 - 摩周駅間で線路の冠水、道床流出等が多数発生[報道 14]。全線で始発から運転見合わせ。
  - 3月12日：釧路駅 - 標茶駅間で通学生の救済を目的としたバスを運行開始（1日2往復）[新聞 11]。
  - 3月16日：釧路駅 - 塘路駅間の一部列車の運転を再開。
  - 3月17日：塘路駅 - 知床斜里駅間の一部列車の運転を再開。
  - 3月18日：全線で運転を再開[新聞 12]。
  - 4月1日 緑駅 - 網走駅間で「スマホ定期券」サービスを開始[報道 15]。
- 2019年（平成31年/令和元年）
  - 4月26日：沿線の魅力を音声ガイドで紹介するGPSアプリを展開開始[報道 16]。
  - 10月21日 - 10月25日・10月28日 - 11月1日：線路の集中的な修繕工事の実施に伴い、緑駅 - 網走駅間の一部列車が運休[報道 17][注釈 2]。
- 2020年（令和2年）
  - 3月10日：低気圧通過に伴う大雨と雪解けの影響で、冠水、土砂流入、路盤流出等が発生[報道 18]。全線で始発から運転見合わせ。この時点では、代行バスの運行は無し[新聞 13]。
  - 3月12日：知床斜里駅 - 網走駅間の一部列車（上下各1本）の運転を再開[新聞 14][報道 19]。
  - 3月14日：南弟子屈駅が廃止[報道 20]。
  - 3月28日：知床斜里駅 - 緑駅間の運転再開に伴い、網走駅 - 知床斜里駅間の一部列車（上り1本）の運転区間が拡大[20][報道 19]。
  - 4月1日 この日から、平日のみ、網走駅 - 緑駅間（下り1本）および摩周駅 - 釧路駅間（上下各2本）でバス代行を実施[報道 21]。
  - 4月8日：網走駅 - 緑間において、一部列車（上下各2本）が運転再開し、網走駅 - 緑駅間のバス代行の実施を終了[報道 22]。
  - 4月17日：緑駅 - 東釧路駅間の運転再開に伴い、再び全線で運転を再開。これに伴い、摩周駅 - 釧路駅間のバス代行の実施を終了[報道 19][新聞 15]。
  - 10月19日 - 10月23日・10月26日 - 10月30日：線路の集中的な修繕工事の実施に伴い、網走駅 - 知床斜里駅間の一部列車が運休[報道 23][注釈 3]。
- 2021年（令和3年）
  - 3月13日：南斜里駅が廃止[報道 24][報道 25]。
  - 10月18日 - 10月22日：浜小清水駅 - 網走駅間での線路の集中的な修繕工事の実施に伴い、知床斜里駅 - 網走駅間の一部列車が運休[報道 26][注釈 4]。
- 2023年（令和5年）3月18日：ダイヤ改正に伴い、細岡駅が4月25日 - 11月30日の営業となる[報道 27]。
- 2024年（令和6年）3月16日:ダイヤ改正に伴い、全列車をH100形に置き換え[報道 28]。摩周発5時台の釧路行きを廃止し始発列車を繰り下げ、網走発22時台の知床斜里行きと釧路発22時台の摩周行きをそれぞれ廃止し最終列車を繰り上げ。「しれとこ摩周号」を快速列車から普通列車に変更し、定期快速列車の運転を終了[21]。

## 運行形態
釧路方の起点は東釧路駅であるが、全列車が根室本線に直通し釧路駅に発着する。
全列車が普通列車であるが、日中の釧路駅 - 網走駅間の1往復は「しれとこ摩周号」の愛称がつけられている。このほか「くしろ湿原ノロッコ号」「SL冬の湿原号」「流氷物語号」など各区間で季節に応じた臨時列車が運行される。

### 釧路駅 - 川湯温泉駅間
釧路管内となる当該区間は、全線直通列車4往復のほかに釧路駅 - 川湯温泉駅間に下り2本・上り1本、釧路駅 - 摩周駅間に上り1本の区間列車が設定されている。この区間の車両滞泊駅は摩周駅で、朝6時台の川湯温泉発の列車は摩周駅から回送されて運行される。なお、摩周駅では釧網本線の運行管理を行っている。
臨時列車がほぼ通年に渡って設定されており、「くしろ湿原ノロッコ号」が釧路駅 - 塘路駅（ - 川湯温泉駅）間で、「SL冬の湿原号」が釧路駅 - 標茶駅（ - 川湯温泉駅）間で運転されている。

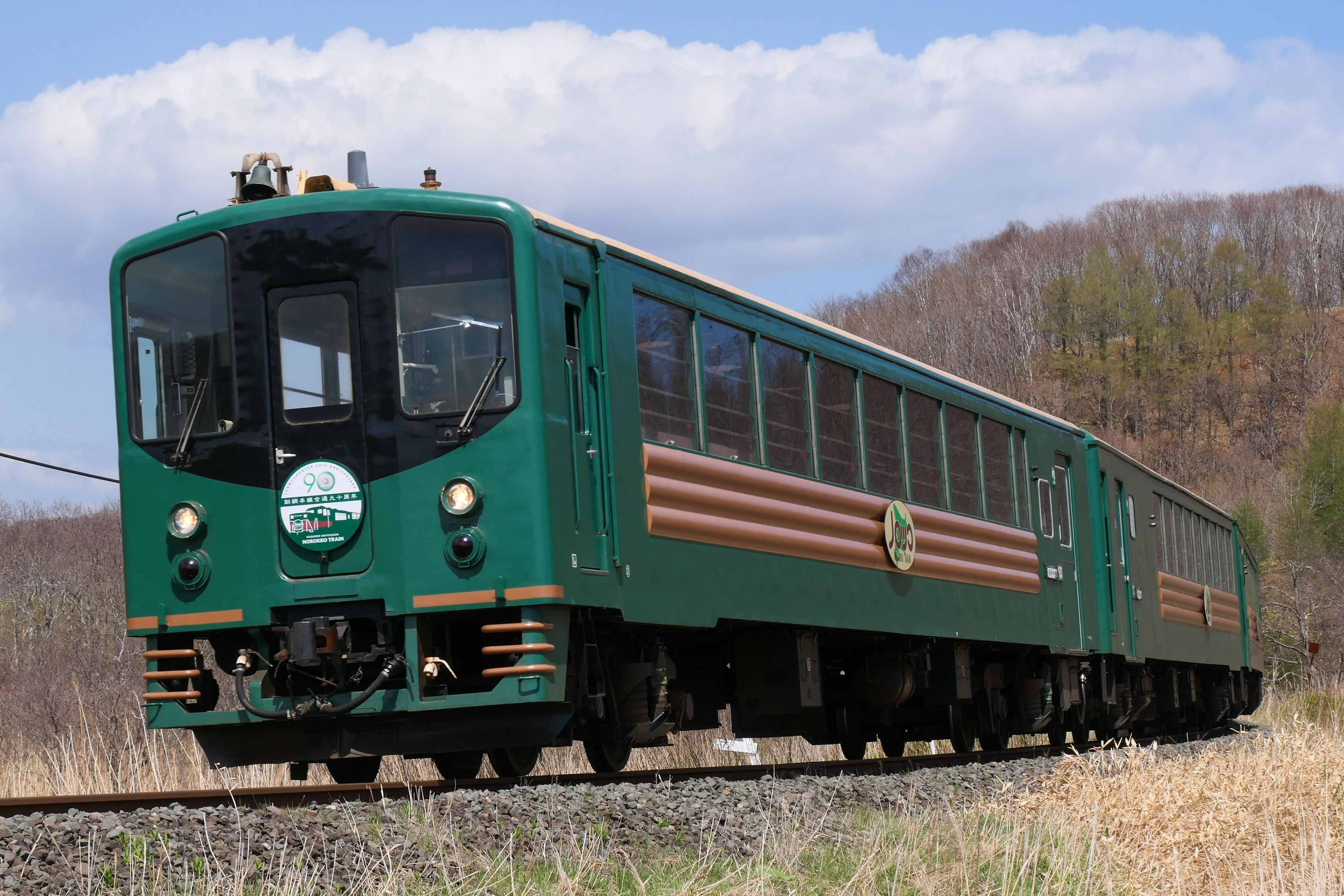
「くしろ湿原ノロッコ号」50系客車（2021年5月8日 細岡駅 - 釧路湿原駅間）
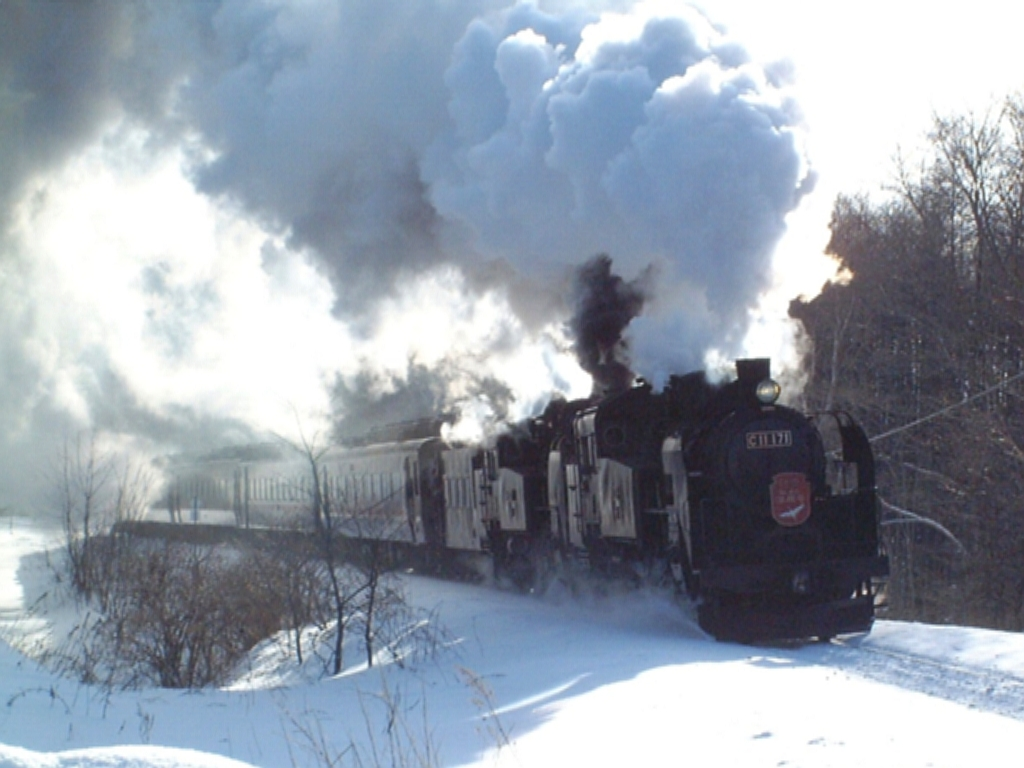
川湯温泉駅まで延長運転された「SL冬の湿原号」（2002年1月20日 美留和駅 - 川湯温泉駅間）

### 川湯温泉駅 - 知床斜里駅間
オホーツク・釧路両管内の境界で、野上峠越えとなる川湯温泉駅 - 緑駅間を含む当該区間は、2025年3月15日からのダイヤ改正時点では、全線直通の4往復と朝の上り緑発網走行き1本と、下り最終列車の網走発緑行き1本の運転である。下り最終列車は全線直通の普通列車であったが、2024年3月16日の改正で網走駅 - 緑駅間と川湯温泉駅 - 釧路駅間に運転区間が分割された。また2025年3月15日改正まで、緑始発の列車は石北本線に乗り入れ北見駅まで直通していた。
4月下旬から10月31日までと12月1日から3月31日までは、摩周駅 - 緑駅間に臨時列車が設定され、釧路駅 - 摩周駅間と緑駅 - 網走駅間の両区間列車をつなぐ形で釧路駅 - 網走駅間全線を運行していた。この列車には摩周（釧路）発は2010年（平成22年）の運行より、緑（網走）発は2011年（平成23年）7月1日より「摩周&川湯温泉足湯めぐり号」の愛称が命名された。摩周駅と川湯温泉駅の停車時間に足湯が利用できるほか、周辺施設で利用できる割引クーポンが配布される。冬期の運行は2011年より開始されており、摩周（釧路）発の一部期間は運行時刻を変更の上で愛称が付されない。この釧路駅 - 摩周駅間と緑駅 - 網走駅間の区間列車は摩周駅 - 緑駅間の臨時運転区間を含め、2016年（平成28年）3月26日のダイヤ改正で釧路駅 - 網走駅間を通年で直通する列車となった。

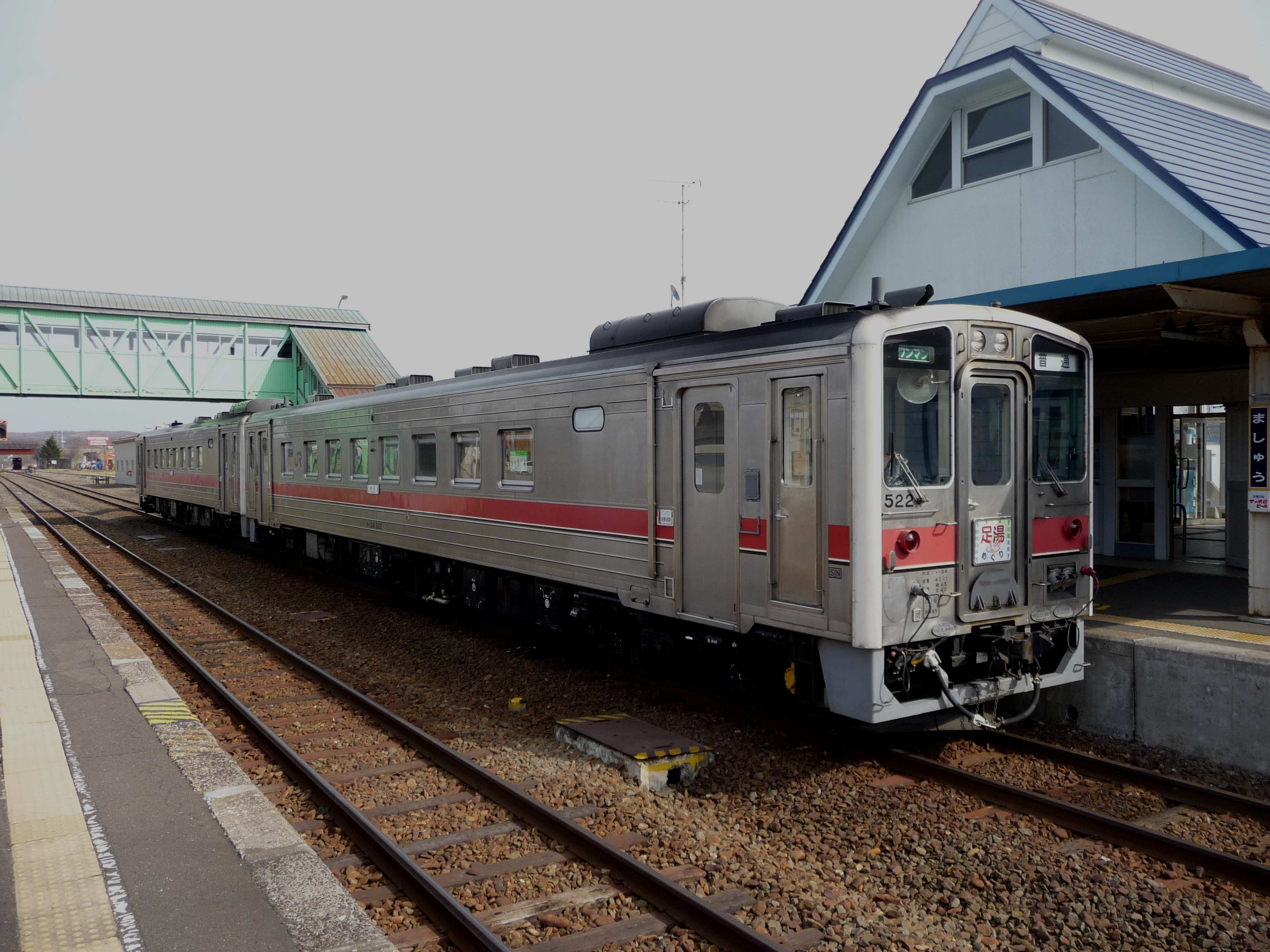
摩周&川湯温泉足湯めぐり号（2010年5月 摩周駅）

### 知床斜里駅 - 網走駅間
オホーツク管内となる当該区間は、全線直通列車4往復のほかに緑駅 - 網走駅間に1往復、知床斜里駅 - 網走駅間に1往復の区間列車が設定されている。このうち知床斜里発着の1往復が石北本線と直通し上りは北見駅まで、下りは留辺蘂駅から運行されている。ほとんどの列車が1両編成での運転である。
冬季には「流氷ノロッコ号」が知床斜里駅 - 網走駅間で運行されていたが、2015年（平成27年）度を最後に運行を終了した（最終運転日は2016年（平成28年）2月28日）。2016年（平成28年）度からはキハ54形気動車2両にラッピングを施した「流氷物語号」を運行している。2007年（平成19年）と2008年（平成20年）には浜小清水駅 - 藻琴駅間においてデュアル・モード・ビークル（DMV）の試験的営業運行が行われ、片道は軌道、片道は道路を通る循環ルートで運行された。2011年（平成23年）7月2日・3日には知床斜里駅 - 網走駅（ - 北見駅）間で「SLオホーツク号」を運行。この区間では36年ぶりの蒸気機関車走行となった。

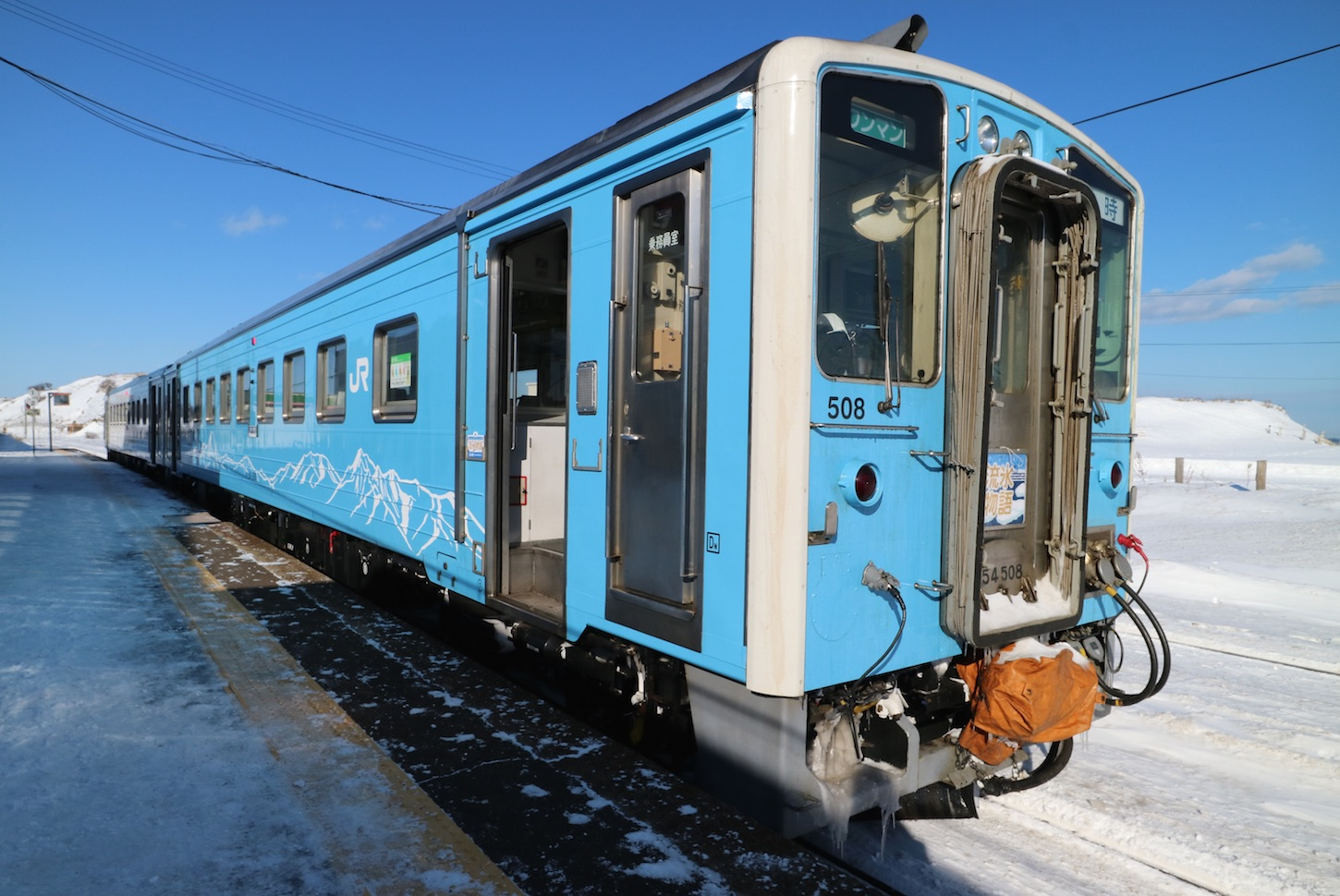
「流氷物語号」（2017年2月1日 浜小清水駅）
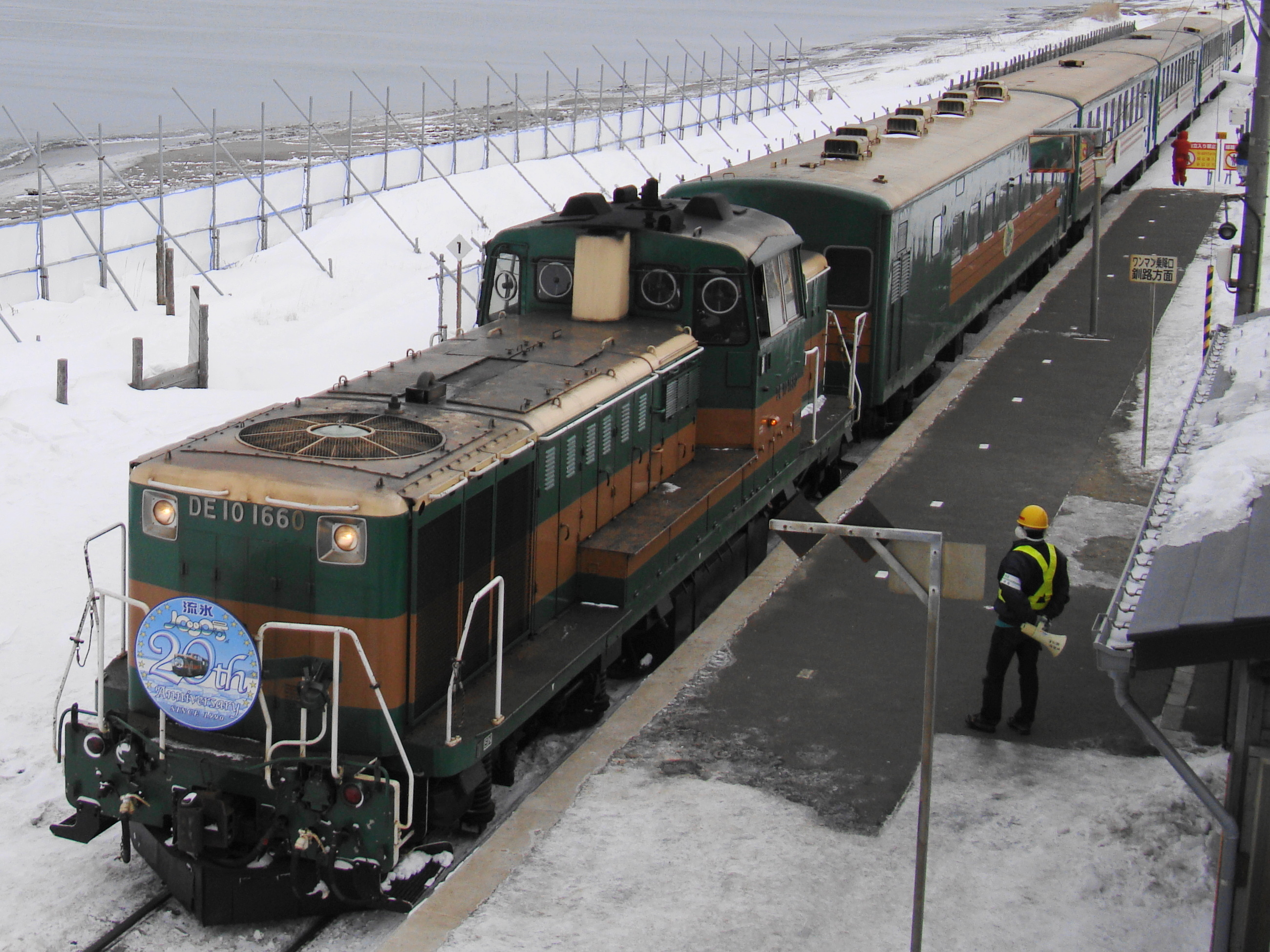
「流氷ノロッコ号」20周年ヘッドマーク付き（2010年2月6日 北浜駅）
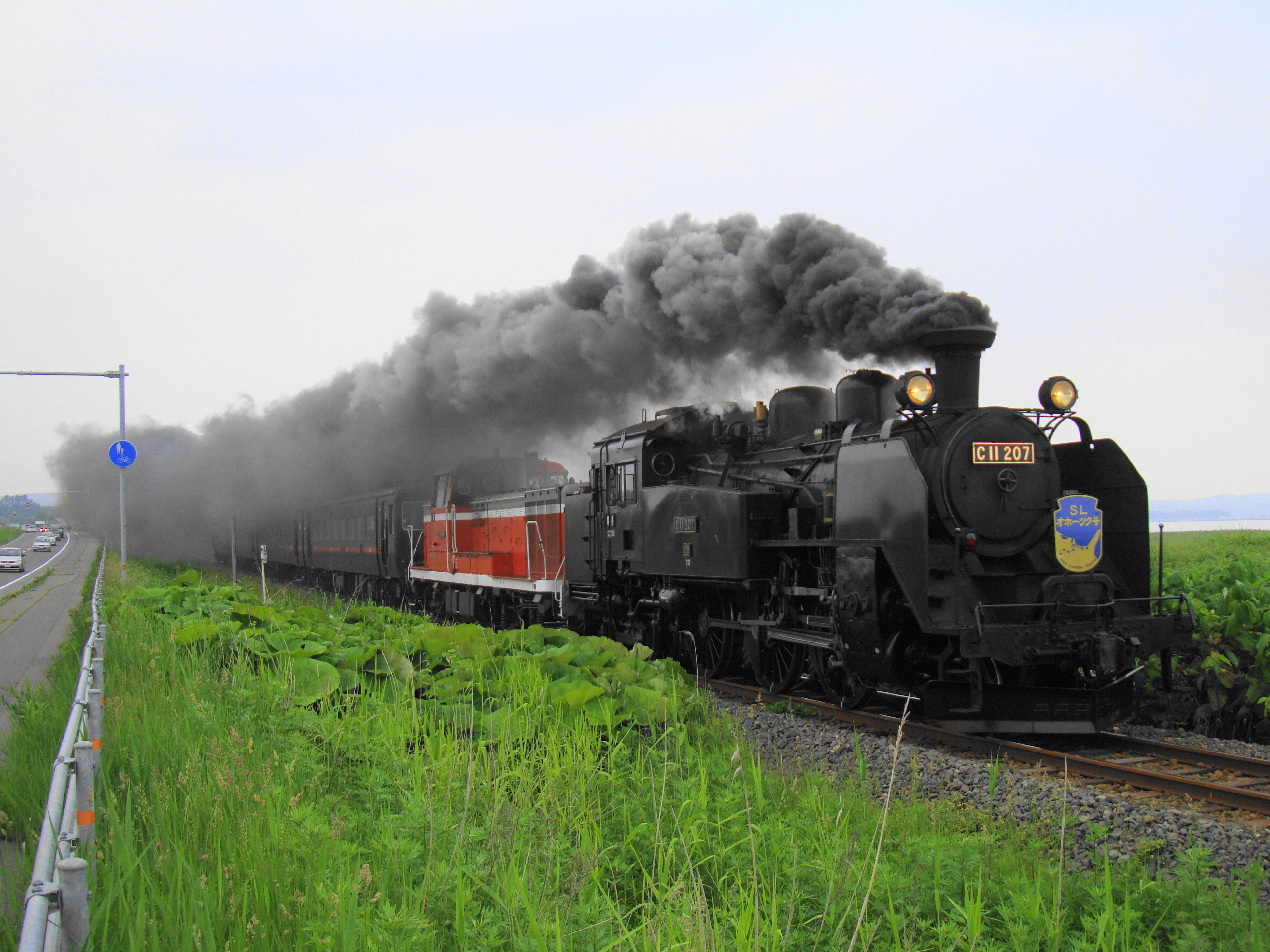
SLオホーツク号（試運転・地元試乗会 2011年6月 藻琴駅 - 北浜駅間）
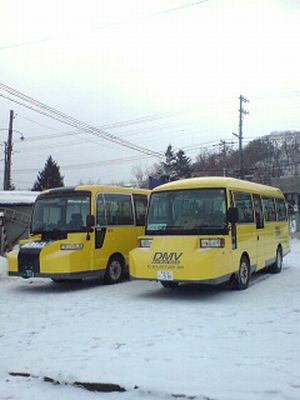
デュアル・モード・ビークル（2007年3月 網走市内）

## 使用車両
観光用SL列車以外は旅客列車はすべて気動車で運転されている。
- H100形：2024年3月16日より、全普通列車で使用（しれとこ摩周号も含む）

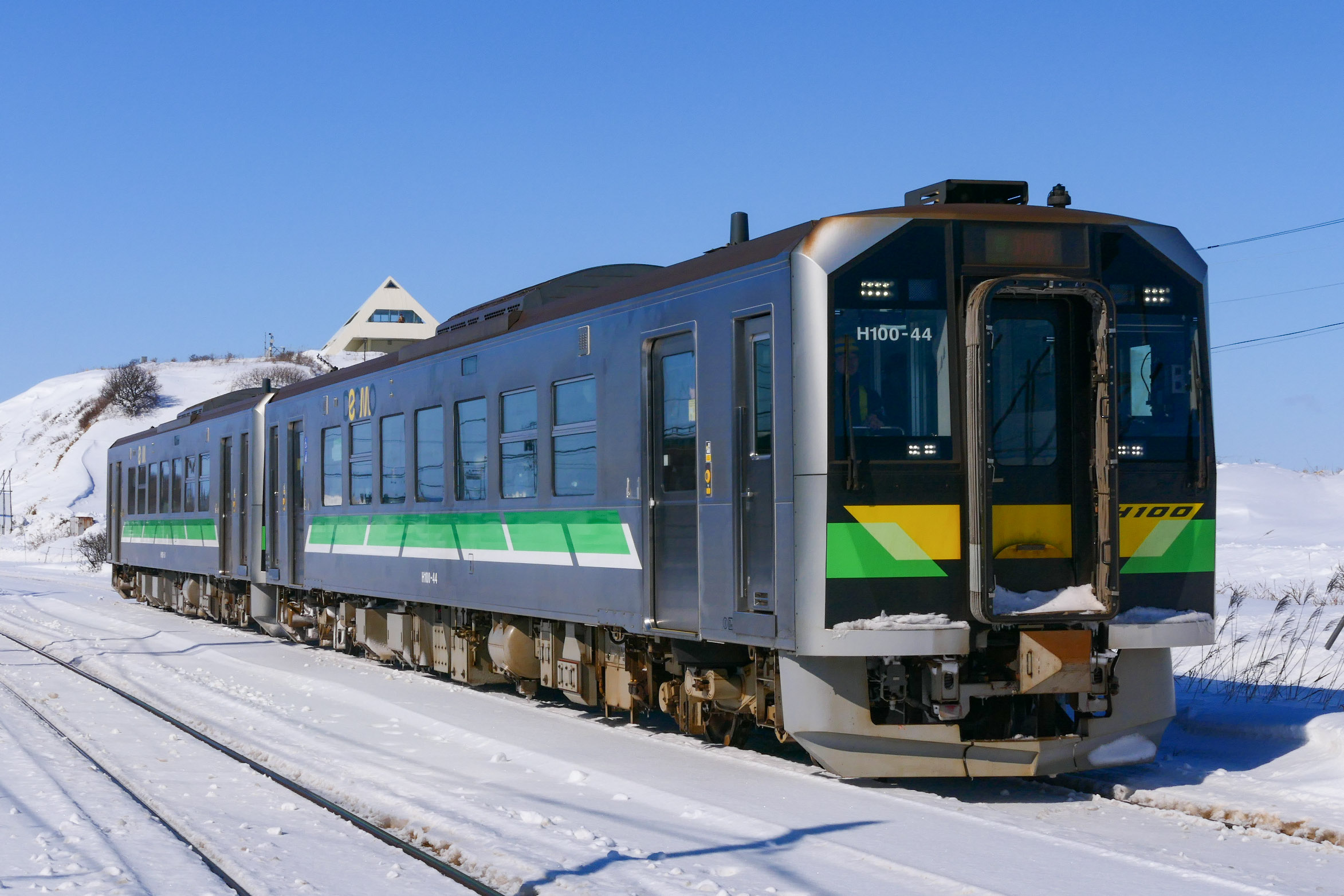
H100-44（2025年2月 浜小清水駅）

臨時列車
近年は沿線の豊富な観光資源を背景に、トロッコ列車や蒸気機関車牽引列車などの観光臨時列車がほぼ通年運転されている。沿線に観光地が多いためか比較的団体臨時列車も多く、キハ261系5000番台「はまなす編成」などが入線する。過去にはキハ183系一般車やリゾート列車、お座敷列車、さらにはDD51形機関車牽引の北斗星用客車（24系客車）も入線した事もあった。

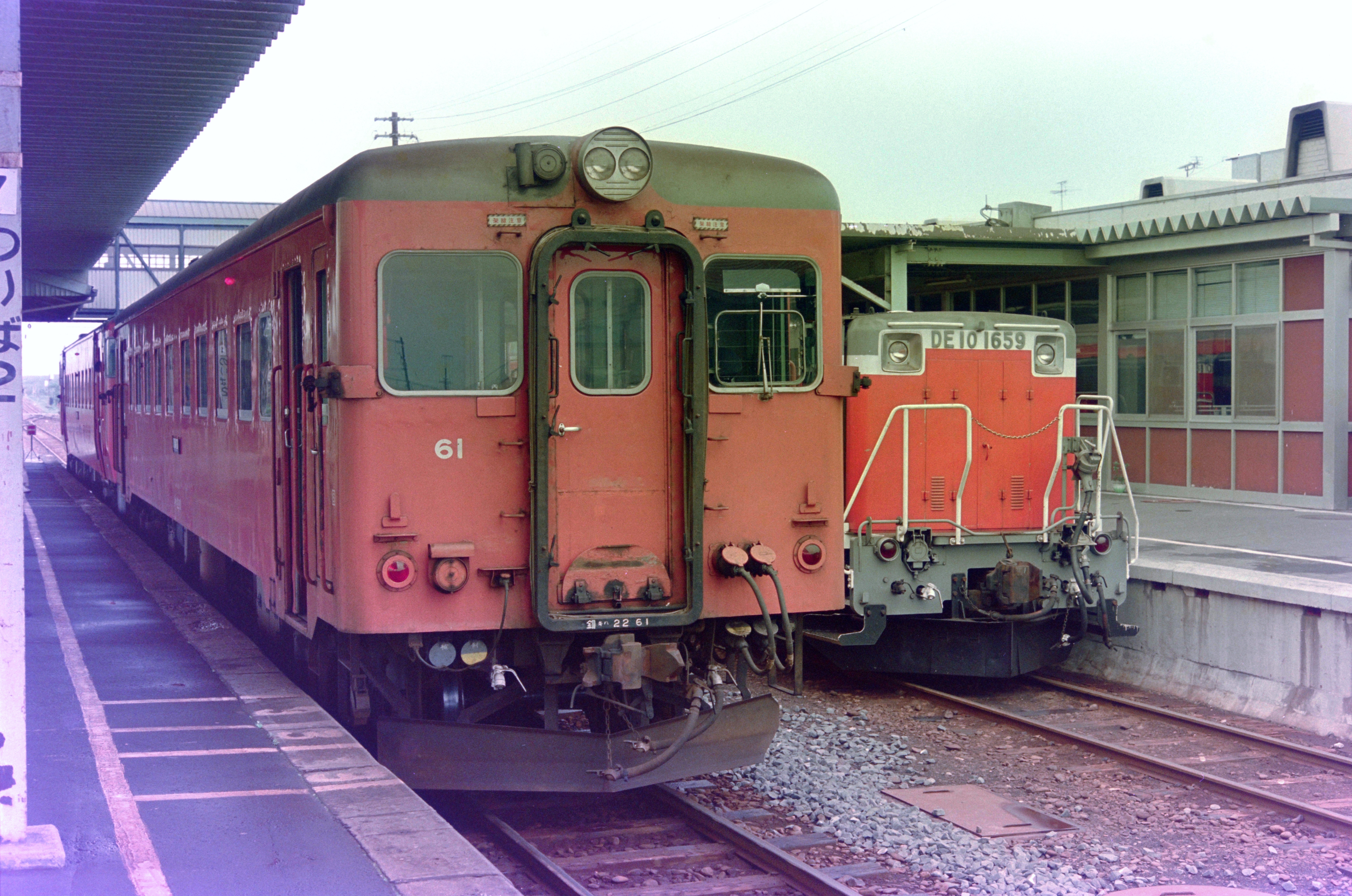
斜里駅で交換するキハ22 61他2連の網走行普通列車とDE10 1659他重連牽引の貨物列車（1984年）
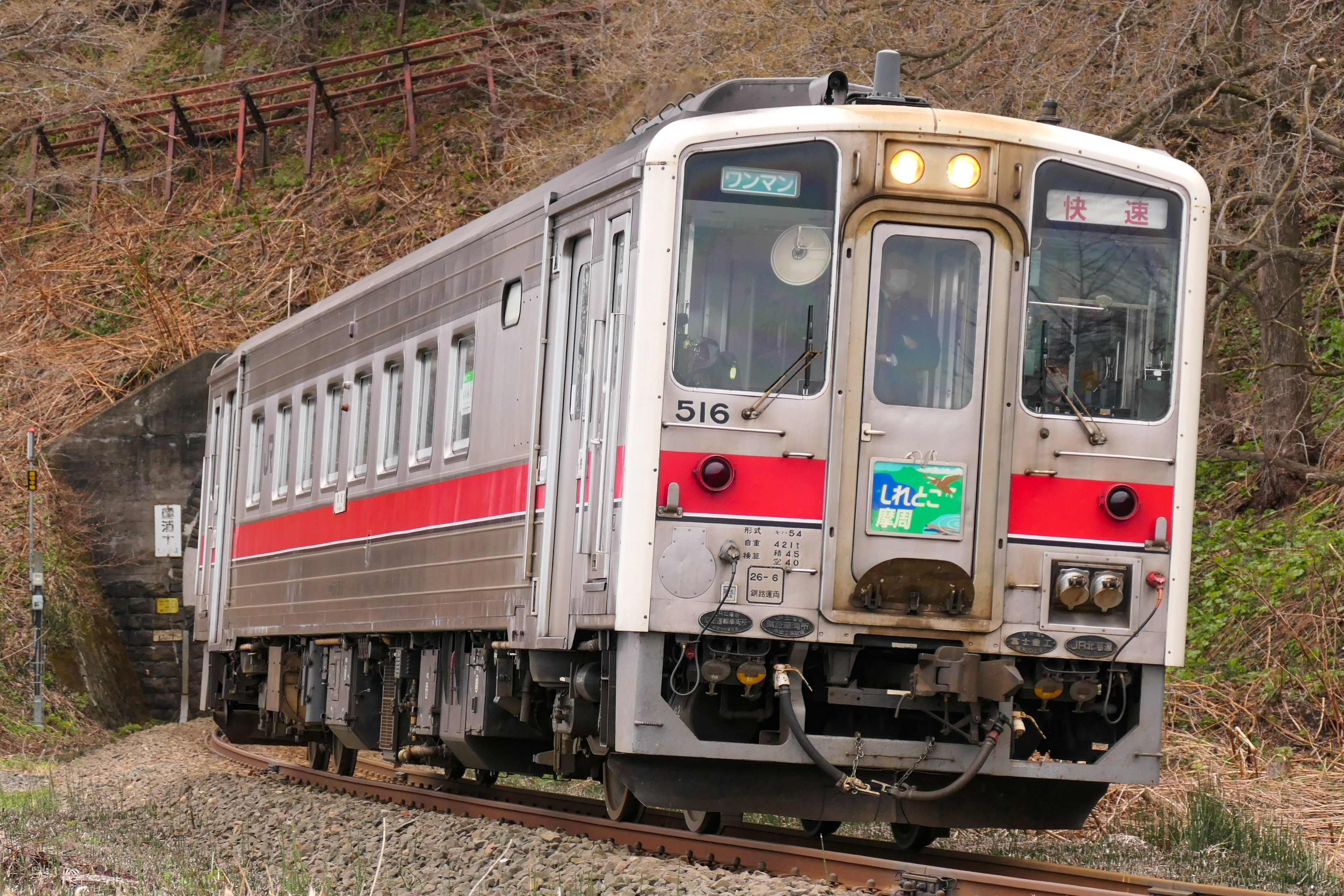
キハ54形500番台「快速しれとこ摩周号」（2021年5月2日 鱒浦駅 - 網走駅間）
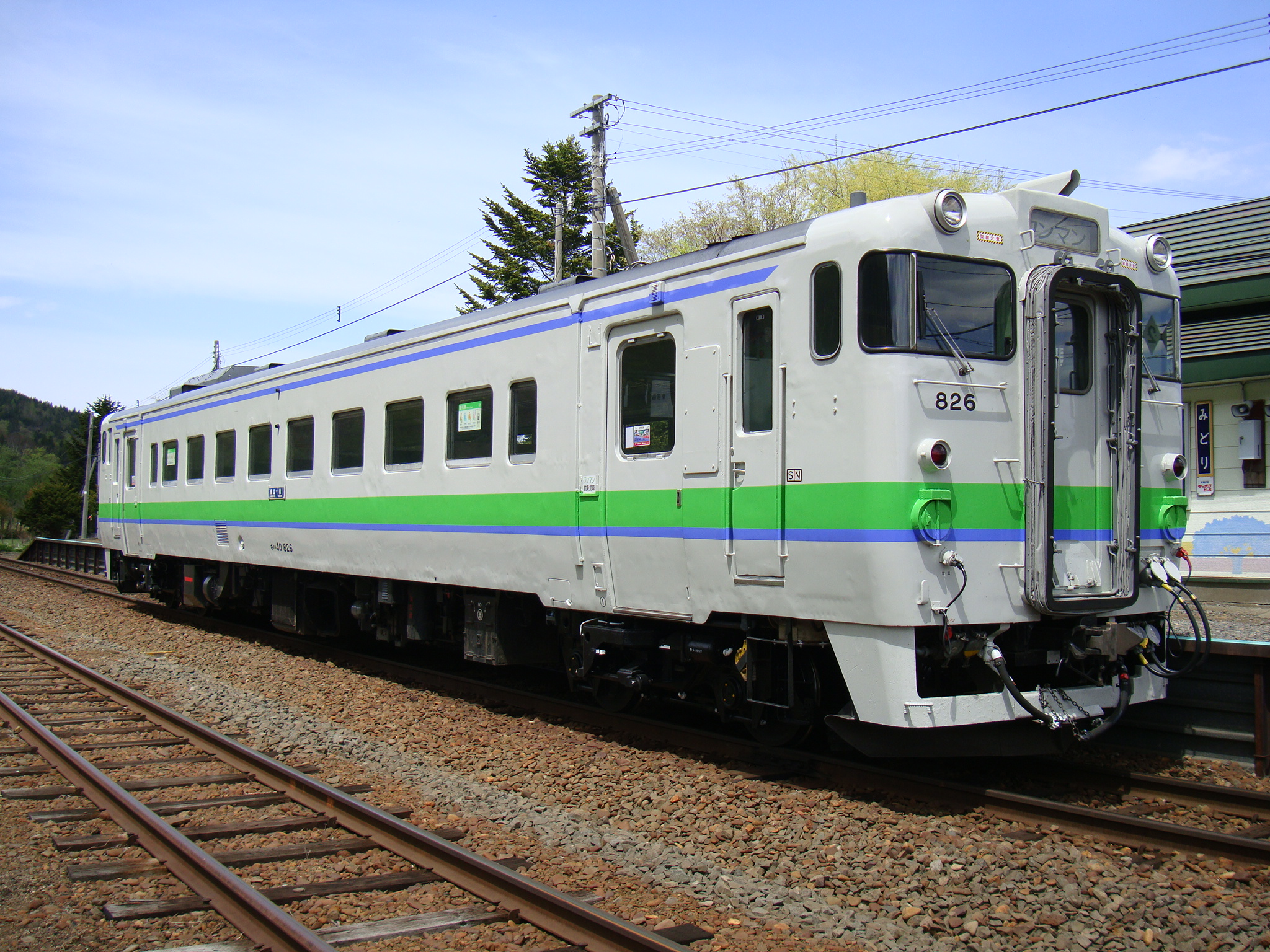
一部列車で運用されていたキハ40形（2009年5月 緑駅）
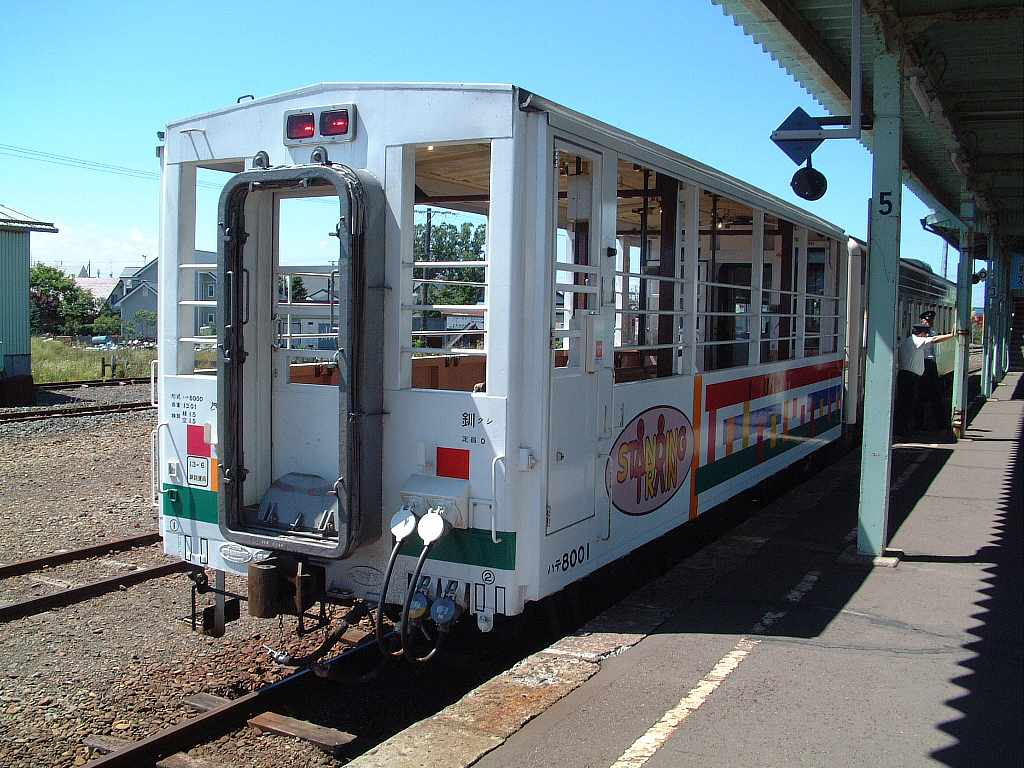
「原生花園スタンディングトレイン」（2001年 知床斜里駅）
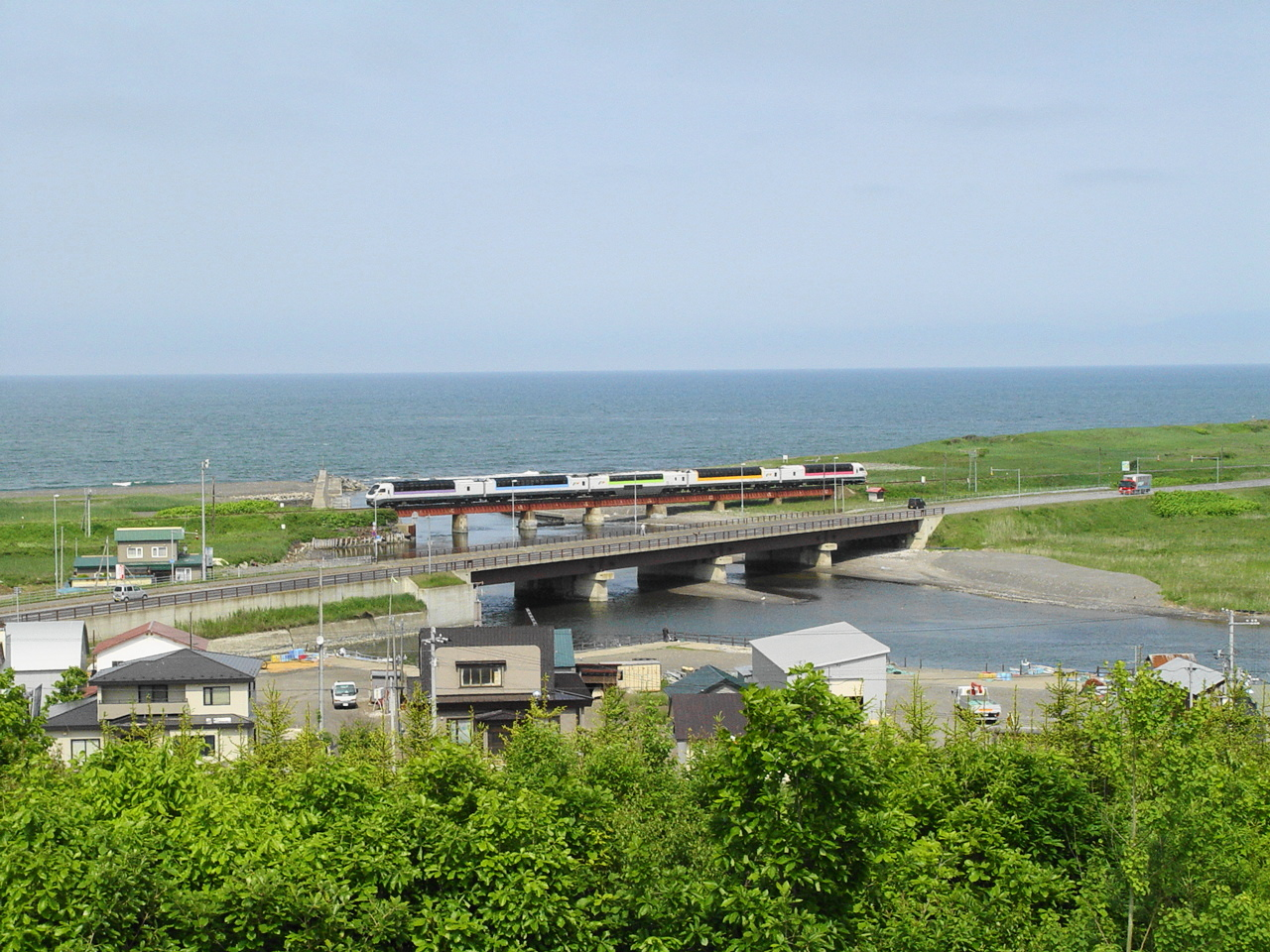
ノースレインボーエクスプレス「はなたび知床号」（2008年6月 北浜駅 - 原生花園駅間）

## データ

### 路線データ
- 管轄（事業種別）：北海道旅客鉄道（第一種鉄道事業）
- 区間（営業キロ）東釧路駅 - 網走駅間 166.2 km[27]
  - 東釧路駅 - 鱒浦駅間が釧路支社、桂台駅 - 網走駅間が旭川支社の管轄である。両支社の境界は東釧路起点163.6 km 地点[28]（網走トンネルの釧路方出入口付近）に置かれている。
- 駅数：24駅（起終点駅含む）[27]
  - 旅客駅：24駅（うち1駅は臨時駅）
  - 貨物駅：0駅
  - 信号場：0か所
    - 釧網本線所属駅に限定した場合、起終点駅（網走駅は石北本線、東釧路駅は根室本線の所属[29]）が除外され、22駅（うち臨時駅1駅）となる。
- 軌間：1,067 mm（狭軌）
- 複線区間：なし（全線単線）
- 電化区間：なし（全線非電化）
- 閉塞方式：特殊自動閉塞式（電子符号照査式）
- 交換可能な駅は駅一覧を参照。
- 最急勾配：25.0 ‰[2]（緑 - 川湯温泉間）
- 最高速度
  - 夏季：80 km/h[2]（全線）
  - 冬季：75 km/h[2]（全線）

### 輸送密度
各年度の輸送密度は以下の通り。
| 年度                 | 輸送密度 （人/日）  | 備考                                                                   | 出典                   |
| 年度                 | 東釧路駅 - 網走駅間 | 備考                                                                   | 出典                   |
| -------------------- | ------------------- | ---------------------------------------------------------------------- | ---------------------- |
| 1975年（昭和50年）度 | 1,817               |                                                                        | [ 報道 3 ]             |
| 1980年（昭和55年）度 | 1,276               |                                                                        | [ 報道 3 ]             |
| 1984年（昭和59年）度 | 910                 |                                                                        | [ 新聞 17 ]            |
| 1985年（昭和60年）度 | 889                 |                                                                        | [ 報道 3 ]             |
| 1987年（昭和62年）度 | 846                 |                                                                        | [ 報道 3 ]             |
| 1988年（昭和63年）度 | 861                 |                                                                        | [ 報道 3 ]             |
| 1989年（平成元年）度 | 817                 |                                                                        | [ 報道 3 ]             |
| 1990年（平成02年）度 | 869                 |                                                                        | [ 報道 3 ]             |
| 1991年（平成03年）度 | 834                 |                                                                        | [ 報道 3 ]             |
| 1992年（平成04年）度 | 826                 |                                                                        | [ 報道 3 ]             |
| 1993年（平成05年）度 | 748                 |                                                                        | [ 報道 3 ]             |
| 1994年（平成06年）度 | 726                 |                                                                        | [ 報道 3 ]             |
| 1995年（平成07年）度 | 690                 |                                                                        | [ 報道 3 ]             |
| 1996年（平成08年）度 | 666                 |                                                                        | [ 報道 3 ]             |
| 1997年（平成09年）度 | 581                 |                                                                        | [ 報道 3 ]             |
| 1998年（平成10年）度 | 521                 |                                                                        | [ 報道 3 ]             |
| 1999年（平成11年）度 | 508                 |                                                                        | [ 報道 3 ]             |
| 2000年（平成12年）度 | 480                 |                                                                        | [ 報道 3 ]             |
| 2001年（平成13年）度 | 455                 |                                                                        | [ 報道 3 ]             |
| 2002年（平成14年）度 | 452                 |                                                                        | [ 報道 3 ]             |
| 2003年（平成15年）度 | 441                 |                                                                        | [ 報道 3 ]             |
| 2004年（平成16年）度 | 461                 |                                                                        | [ 報道 3 ]             |
| 2005年（平成17年）度 | 469                 |                                                                        | [ 報道 3 ]             |
| 2006年（平成18年）度 | 470                 |                                                                        | [ 報道 3 ]             |
| 2007年（平成19年）度 | 475                 |                                                                        | [ 報道 3 ]             |
| 2008年（平成20年）度 | 454                 |                                                                        | [ 報道 3 ]             |
| 2009年（平成21年）度 | 430                 |                                                                        | [ 報道 3 ]             |
| 2010年（平成22年）度 | 432                 |                                                                        | [ 報道 3 ]             |
| 2011年（平成23年）度 | 431                 |                                                                        | [ 報道 3 ]             |
| 2012年（平成24年）度 | 472                 |                                                                        | [ 報道 3 ]             |
| 2013年（平成25年）度 | 485                 |                                                                        | [ 報道 3 ]             |
| 2014年（平成26年）度 | 466                 |                                                                        | [ 報道 3 ] [ 報道 36 ] |
| 2015年（平成27年）度 | 513                 |                                                                        | [ 報道 3 ] [ 報道 37 ] |
| 2016年（平成28年）度 | 463                 | 台風10号による影響を除くため、9 - 12月を除いた数値                     | [ 報道 3 ] [ 報道 38 ] |
| 2016年（平成28年）度 | 432                 | 9 - 12月を含む数値                                                     | [ 報道 3 ] [ 報道 38 ] |
| 2017年（平成29年）度 | 374                 | 同年度分より集計方法見直し                                             | [ 報道 39 ]            |
| 2018年（平成30年）度 | 380                 | 定期外の利用客増加により、前年度比増加                                 | [ 報道 40 ]            |
| 2019年（令和元年）度 | 372                 | 新型コロナウイルス感染症（COVID-19）の拡大の影響等により、前年度比減少 | [ 報道 41 ]            |
| 2020年（令和02年）度 | 236                 | COVID-19の影響により、前年度比大幅減少                                 | [ 報道 42 ]            |
| 2021年（令和03年）度 | 245                 |                                                                        | [ 報道 43 ]            |
| 2022年（令和04年）度 | 294                 |                                                                        | [ 報道 44 ]            |
| 2023年（令和05年）度 | 356                 |                                                                        | [ 報道 45 ]            |

### 収支・営業係数
収支（営業収益、営業費用、営業損益）と営業係数は以下の通り。いずれも管理費を含めた金額である。▲はマイナスを意味する。
| 年度                 | 収支（百万円） | 収支（百万円） | 収支（百万円） | 営業係数 （円） | 備考                                                                                             | 出典        |
| 年度                 | 営業収益       | 営業費用       | 営業損益       | 営業係数 （円） | 備考                                                                                             | 出典        |
| -------------------- | -------------- | -------------- | -------------- | --------------- | ------------------------------------------------------------------------------------------------ | ----------- |
| 2014年（平成26年）度 | 334            | 1,986          | ▲1,652         | 594             |                                                                                                  | [ 報道 36 ] |
| 2015年（平成27年）度 | 351            | 1,968          | ▲1,617         | 561             |                                                                                                  | [ 報道 46 ] |
| 2016年（平成28年）度 | 306            | 1,802          | ▲1,497         | 590             | 普通列車の減便による人件費・業務費等の減少により、前年度比改善                                   | [ 報道 47 ] |
| 2017年（平成29年）度 | 286            | 1,783          | ▲1,497         | 623             | 同年度分より集計方法見直し                                                                       | [ 報道 39 ] |
| 2018年（平成30年）度 | 288            | 1,736          | ▲1,448         | 603             | 定期外の利用者増加による営業収益増加が発生                                                       | [ 報道 40 ] |
| 2019年（令和元年）度 | 304            | 1,917          | ▲1,613         | 630             | 「くしろ湿原ノロッコ号」の利用者増加による営業収益増加が発生。また、線路の集中的な修繕工事を実施 | [ 報道 41 ] |
| 2020年（令和02年）度 | 163            | 1,852          | ▲1,689         | 1,139           | 新型コロナウイルス感染症（COVID-19）の影響による運輸収入減少に伴う営業収益減少が発生             | [ 報道 42 ] |
| 2021年（令和03年）度 | 181            | 1,933          | ▲1,752         | 1,067           |                                                                                                  | [ 報道 43 ] |
| 2022年（令和04年）度 | 271            | 1,877          | ▲1,606         | 692             |                                                                                                  | [ 報道 44 ] |
| 2023年（令和05年）度 | 327            | 2,110          | ▲1,783         | 645             |                                                                                                  | [ 報道 45 ] |

## 駅一覧
便宜上、東釧路側の全列車が直通する根室本線釧路駅までの区間を記載。同区間については釧網本線直通列車についてのみ述べる。駅ナンバリングの詳細については「北海道旅客鉄道の駅ナンバリング・区間カラー」を参照。
路線の起点は東釧路駅だが、列車は釧路方面行きが下り列車、網走方面行きが上り列車となる。
- 駅名…（臨）：臨時駅
- 累計営業キロは東釧路駅起点。
- 定期列車は全列車（「しれとこ摩周号」含む）が普通列車。以下の駅を除く全ての駅に停車する（本文中の「夏季」は、2024年については4月25日 - 11月30日）。
  - ※1 釧路湿原駅：下り「しれとこ摩周号」釧路行きと、昼時間帯の一部上り（網走行き）列車は通年停車。一部列車は通年通過。それ以外は夏季のみ停車。
  - ※2 細岡駅：一部列車は通年通過。他の全列車が夏季のみ停車。
  - ※3 原生花園駅：4月25日 - 10月31日は夜間の一部列車を除き停車。期間外は全列車通過。
- 快速「はなさき」「ノサップ」については、根室本線または列車記事を参照。
- 線路（全線単線） … ◇：列車交換可、｜：列車交換不可
- 全駅北海道内に所在。

| 路線名   | 駅番号           | 駅名     | 営業キロ | 営業キロ                  | 接続路線・備考                               | 線路           | 所在地        | 所在地   | 所在地 |
| 路線名   | 駅番号           | 駅名     | 駅間     | 累計                      | 接続路線・備考                               | 線路           | 所在地        | 所在地   | 所在地 |
| -------- | ---------------- | -------- | -------- | ------------------------- | -------------------------------------------- | -------------- | ------------- | -------- | ------ |
| 根室本線 | K53              | 釧路駅   | 2.9      | 2.9                       | 北海道旅客鉄道：■根室本線（帯広方面）        | ◇              | 釧路管内      | 釧路市   | 釧路市 |
| 根室本線 | B54              | 東釧路駅 | -        | 0.0                       | 北海道旅客鉄道：根室本線（花咲線：根室方面） | ◇              | 釧路管内      | 釧路市   | 釧路市 |
| 釧網本線 | B54              | 東釧路駅 | -        | 0.0                       | 北海道旅客鉄道：根室本線（花咲線：根室方面） | ◇              | 釧路管内      | 釧路市   | 釧路市 |
| B55      | 遠矢駅           | 7.4      | 7.4      |                           | ｜                                           | 釧路郡 釧路町  | 釧路郡 釧路町 |          |        |
| B56      | 釧路湿原駅       | 7.3      | 14.7     | ※1                        | ｜                                           | 釧路郡 釧路町  | 釧路郡 釧路町 |          |        |
| B57      | （臨）細岡駅     | 2.4      | 17.1     | ※2                        | ｜                                           | 釧路郡 釧路町  | 釧路郡 釧路町 |          |        |
| B58      | 塘路駅           | 7.2      | 24.3     |                           | ◇                                            | 川上郡         | 標茶町        |          |        |
| B59      | 茅沼駅           | 7.0      | 31.3     |                           | ｜                                           | 川上郡         | 標茶町        |          |        |
| B61      | 標茶駅           | 13.9     | 45.2     |                           | ◇                                            | 川上郡         | 標茶町        |          |        |
| B62      | 磯分内駅         | 10.6     | 55.8     |                           | ｜                                           | 川上郡         | 標茶町        |          |        |
| B64      | 摩周駅           | 14.7     | 70.5     |                           | ◇                                            | 川上郡         | 弟子屈町      |          |        |
| B65      | 美留和駅         | 8.7      | 79.2     |                           | ｜                                           | 川上郡         | 弟子屈町      |          |        |
| B66      | 川湯温泉駅       | 7.2      | 86.4     |                           | ◇                                            | 川上郡         | 弟子屈町      |          |        |
| B67      | 緑駅             | 14.5     | 100.9    |                           | ◇                                            | オホーツク管内 | 斜里郡        | 清里町   |        |
| B68      | 札弦駅           | 8.3      | 109.2    |                           | ｜                                           | オホーツク管内 | 斜里郡        | 清里町   |        |
| B69      | 清里町駅         | 7.8      | 117.0    |                           | ◇                                            | オホーツク管内 | 斜里郡        | 清里町   |        |
| B71      | 中斜里駅         | 7.3      | 124.3    |                           | ｜                                           | オホーツク管内 | 斜里郡        | 斜里町   |        |
| B72      | 知床斜里駅       | 4.6      | 128.9    |                           | ◇                                            | オホーツク管内 | 斜里郡        | 斜里町   |        |
| B73      | 止別駅           | 11.5     | 140.4    |                           | ｜                                           | オホーツク管内 | 斜里郡        | 小清水町 |        |
| B74      | 浜小清水駅       | 5.7      | 146.1    |                           | ◇                                            | オホーツク管内 | 斜里郡        | 小清水町 |        |
| B75      | （臨）原生花園駅 | 3.2      | 149.3    | ※3                        | ｜                                           | オホーツク管内 | 斜里郡        | 小清水町 |        |
| B76      | 北浜駅           | 5.4      | 154.7    |                           | ｜                                           | オホーツク管内 | 網走市        | 網走市   |        |
| B77      | 藻琴駅           | 2.8      | 157.5    |                           | ｜                                           | オホーツク管内 | 網走市        | 網走市   |        |
| B78      | 鱒浦駅           | 2.5      | 160.0    |                           | ｜                                           | オホーツク管内 | 網走市        | 網走市   |        |
| B79      | 桂台駅           | 4.8      | 164.8    |                           | ｜                                           | オホーツク管内 | 網走市        | 網走市   |        |
| A69      | 網走駅           | 1.4      | 166.2    | 北海道旅客鉄道：■石北本線 | ◇                                            | オホーツク管内 | 網走市        | 網走市   |        |

### 廃駅
括弧内のキロ数は網走駅からの営業キロ。
- 五十石駅 (B60) - 2017年（平成29年）3月4日廃止[報道 13]。茅沼駅 - 標茶駅間 (36.7 km)。
- 南弟子屈駅 (B63) - 2020年（令和2年）3月14日廃止[報道 20]。磯分内駅 - 摩周駅間 (62.3 km)。
- 南斜里駅 (B70) - 2021年（令和3年）3月13日廃止[報道 24][報道 25]。清里町駅 - 中斜里駅間 (122.1 km)。

### 過去の接続路線
- 標茶駅：標津線 - 1989年（平成元年）4月30日廃止
- 斜里駅（現在の知床斜里駅）：根北線 - 1970年（昭和45年）12月1日廃止
- 止別駅：北見鉄道 - 1939年（昭和14年）8月25日廃止
- 浜小清水駅：小清水軌道 - 1952年（昭和27年）12月14日廃止
- 藻琴駅：東藻琴村営軌道 - 1961年（昭和36年）10月5日廃止
- 網走駅：湧網線 - 1987年（昭和62年）3月20日廃止